# Заложное (Курганская область)
Зало́жное — деревня Варгашинского района Курганской области России. Входит в состав Мостовского сельсовета.

## География
Деревня расположена между озёрами Большим Заложным и Малым Заложным, в 43 км к северу от пгт. Варгаши.
Общая площадь населенного пункта 228 га.
Застройка деревни Заложное располагается на восточном берегу озера Большого Заложного, а также на северном берегу озера Малого Заложного. Представлена преимущественно одноэтажными некапитальными (деревянными) домами с приусадебными участками. Жилые кварталы расположены хаотично, в отдалении друг от друга. Жилая зона деревни занимает 15,5 га, то есть 6,8 % общей площади.

### Часовой пояс
Заложное, как и вся Курганская область, находится в часовой зоне МСК+2. Смещение применяемого времени относительно UTC составляет +5:00.

## Историческая справка
Первое упоминание о деревне Заложной относится к 1760 году. В исповедных росписях слободо-Марайской Богоявленской церкви жительствующими под № 1 записана семья Михаила Федорова Корюкина (1702—1770). В 1749 году эта семья проживала в д. Корюкиной Белозерской слободы.
С 1763 года по 1782 год численность населения д. Заложное сильно возросла, в ней насчитывалось 254 души мужского пола и 259 душ женского пола. В результате д. Заложное по численности жителей вышла на первое место в Марайской волости, опередив и саму Слободу. С 1782 года это первенство держалось неизменно до конца XVIII века.
В деревне Заложное Марайской волости Курганского уезда Тобольской губернии в 1787 г. насчитывалось 11 семей Корюкиных, 7 семей Шориных, 4 семьи Шумковых, по три семьи Поморцевых, Коробицыных и Пуховых и по две семьи Проскуряковых, Унжаковых, Русаковых и Корякиных.
В начале XIX века (около 1805 года) д. Заложное разделилось на две деревни: Большое Заложное (между озёрами Большое Заложное и Малое Заложное) и Малое Заложное (на восточном берегу озера Малое Заложное). В церковных книгах (метрические книги, духовные росписи и др.) деревни указывались отдельно, но в ревизских сказках деревня записана единой.
В 1848 году 37 семейств из однодворцев Дмитряшевской волости Землянского уезда Воронежской губернии переселились в Марайскую волость Курганского уезда Тобольской губернии. Их поселение называлось сперва деревня Заложное (выселок Заложинский), а затем деревня России-Заложная (-инская, -ое). Оно расположилось Между дд. Большое и Малое Заложное, к северу от них. В Ревизской сказке X ревизии (датирована апрелем 1858 года) переселенцы записаны отдельной деревней Заложной.
В июне 1918 года установлена белогвардейская власть.
22 августа 1919 года красные полки переправились через р. Тобол у с. Белозерское. С 24 августа 1919 года началось общее отступление белых войск 2-й армии генерала Н. А. Лохвицкого, по всему фронту. К утру 24 августа 1919 года белая 3-я Оренбургская казачья бригада оставив свои арьергарды у с. Марайское (ныне Мостовское) и с. Заложинского отходили главными силами южнее с. Старопершино. Их должны были сменить на позиции части 2-й Сибирской казачьей дивизии, чей штаб остановился в д. Мал. Молотово (ныне Яблочное), 4-й Сибирский казачий полк расположился в дд. Бол. Молотово и Нюхалово (ныне Заозерная). 25 августа 1919 года, белые 4-й и 5-й Сибирские казачьи полки, в массовом порядке отказались исполнять боевой приказ и выступать на позиции, для смены казаков-оренбужцев. Командующий 2-й армией генерал Лохвицкий, узнав о неисполнении боевого приказа и митинге, распорядился срочно вывести оба полка в тыл для проведения расследования. Когда стало известно об отводе полков в тыл сразу 106 казаков, принимавших наиболее активное участие в митинге, дезертировали. К вечеру 26 августа 1919 года красный 262-й Красноуфимский полк занял с. Заложное. Население вышло встречать бойцов на улицу с хлебом-солью и с красным флагом с надписью «Да здравствует Красная Армия!». К вечеру 28 августа 1919 года 262-й Красноуфимский полк 30-й стрелковой дивизии занял дд. Старопершино, Баженово, с. Дмитриевское.
1 сентября 1919 года началась последняя крупная наступательная операция Русской Армии адмирала А. В. Колчака. Ночью 25 сентября 1919 года красные полки 1-й бригады И.К. Грязнова оставили занимаемые ими позиции по р. Кизак и начали отступать на р. Суерь: 263-й Красноуфимский полк отходил к с. Мостовское, 262-й Красноуфимский полк — к д. Середкино, 264-й Верхнеуральский полк — к д. Шумилова. С утра 27 сентября 1919 года два батальона 263-го Красноуфимского полка и 2-й Уральский кавдивизион, выступили из д. Отставная на д. Бол. Молотово, где по сведениям разведки находились прорвавшиеся казаки генерала Мамаева. Из д. Бол. Молотово стали наступать на с. Марайское, двигавшийся в авангарде красный 3-й батальон попал под фланговый огонь и был вынужден отойти в д. Нюхалово. После полудня, собрав все силы в кулак, два батальона 263-го Красноуфимского полка, развернувшись в цепи, начали наступать на с. Марайское. Не принимая штыкового боя белые отошли в направлении на с. Михайловское и д. Лапушки. В этом бою, 263-й Красноуфимский полк потерял убитыми командира 3-го батальона Крылесова (?), командира 4-й роты Комаревского и 17 красноармейцев. 28 сентября 1919 года 263-й Красноуфимский полк из д. Молотово перешел в наступление и на белый 14-й Уфимский полк с казачьей бригадой Мамаева, нанеся им большие потери. Чтобы вывести свои части из-под глубокого флангового удара, комбриг Грязнов приказал начать отступление. Первым оставил д. Молотово и начал отход 263-й Красноуфимский полк. Он должен был прикрыть дороги для отступления других полков бригады на с.Шмаковское и д.Баитово.
В ночь на 14 октября 1919 года, красные перешли в наступление по всему фронту. 18 октября наступление красной 30-й дивизии в стык белых 4-й Уфимской и 12-й Уральской дивизий, заставив их отходить к с. Носковскому и д. Нюхалово. Здесь, саперы 12-го Уральского инждивизиона стали спешно создавать укрепленный узел на линии д. Нюхалово – с. Марайское, а так же укреплять отдельные промежутки у с. Заложинского. 20 октября части красной 1-й бригады Грязнова вновь перешли в наступление. 263-й Красноуфимский полк выступил из с. Боровское. На подходе к Кордону (в 11 километрах по дороге на д. Нюхалово), белая застава открыла по шедшим по дороге красноармейцам пулеметный огонь, заставив их остановиться. Тогда, боец конной разведки 263-го полка Прокофьев Д.С. и командир взвода 8-й роты Пестряков Илья Николаевич бросились вперед и меткой стрельбой ранили белого пулеметчика. Догнав уезжавшую пулемётную повозку, они развернули в сторону врага пулемет системы «Кольт» и открыли стрельбу по казакам 6-го Исетско-Ставропольского полка, шедшим под командованием есаула Донских, на помощь отступающему белому арьергарду. Здесь же в повозке, было захвачено 6 пулеметных лент и 3 винтовки. Попав под пулеметный огонь, казаки стали отступать и увлекли за собой двигавшийся по дороге из д. Нюхалово белый 45-й Урало-Сибирский полк полковника Капитонова. Колонна белой пехоты стала в беспорядке бежать. Лишь в районе с. Заложное, офицерам удалось остановить своих солдат и заставить их начать окапываться. Тем временем, преследуя отступивших белых, 263-й Красноуфимский полк подошел к опушке леса западнее д. Нюхалово, где попал под артиллерийский огонь и остановился. Здесь, оборонялся белый 47-й Тагильско-Челябинский полк (2 батальона, 4 роты по 20 штыков, 2 офицера и 1 юнкер). Его правый фланг севернее д.Мал.Молотово, прикрывали две сотни 3-го Уфимо-Самарского казачьего полка. Сосредоточились в лесу западнее д.Нюхалово, красноармейцы попытались атаковать белые позиции, но были отбиты огнем артиллерии. Когда стемнело, красные двинулись вдоль опушки Заложинского леса, выходя в промежуток между д. Нюхалово и с. Заложинское, где находились белый 45-й Урало-Сибирский полк и Отдельный Учебный морской батальон, а южнее села располагался весь 3-й Уфимо-Самарский казачий полк. В резерве, в с. Марайском находился белый 48-й Туринский полк (60 штыков) и дивизион 6-го Исетско-Ставропольского казачьего полка. Ближе к полуночи, красноармейцы 263-го Красноуфимского полка вновь атаковали д. Нюхалово с севера. После боя белый 47-й Тагильско-Челябинский полк оставил позиции и отошёл на восток. 21 октября 262-й Красноуфимский полк выступил из д. Нюхалово по дороге на д. Молотово, где держал оборону белый 46-й Исетско-Златоустовский полк (180 штыков). У с. Заложинское держал оборону 45-й Урало-Сибирский полк (200 штыков), а в резерве начдива  находились 48-й Туринский полк (80 штыков), 12-й Уральский егерский батальон (140 штыков) и Отдельный Учебный морской батальон (120 штыков). Фланги белой 12-й Уральской дивизии прикрывали 3-й Уфимо-Самарский (150 сабель) и 6-й Исетско-Ставропольский казачьи полки (400 сабель). В ходе третьей атаки дд. Бол. и Мал.Молотово были взяты. Части 12-й Уральской дивизии не стали контратаковать и отошли на позицию в 1,5 – 2 километрах восточнее с. Марайского  и д. Бол. Молотово. К вечеру 22 октября 1919 года, получив приказ об отступлении и оставив восточнее с. Марайское в прикрытие 3-ю Оренбургскую казачью бригаду, все части белой 12-й Уральской дивизии стали отступать через д. Барнаул и д. Старопершино, переходя на восточный берег р. Суерь. С утра 23 октября 263-й Красноуфимский полк выступил из с. Марайское на д. Круглое. Прикрывавшая отход белая 3-я Оренбургская казачья бригада, отступила на д. Одино.
В 1919 году образован Большезаложинский сельсовет. 15 сентября 1926 года Большезаложинский сельсовет переименован в Заложинский сельсовет. Администрация сельсовета была в д. России-Заложное. Указом Президиума Верховного Совета РСФСР от 14 июня 1954 года Заложинский сельсовет упразднён, территория включена в состав Марайского сельсовета. Указом Президиума Верховного Совета РСФСР от 31 июля 1958 года с. Марайское переименовано в с. Мостовское, а существующее с. Мостовское — в Малое Мостовское, переименованы были и сельсоветы.
В 1943 году в здании школы колхозной молодёжи открыт детский дом для 100 детей, а ШКМ преобразована в начальную школу. Первыми воспитанниками были дети, эвакуированные из блокадного Ленинграда. 22 декабря 1978 года в рп. Варгаши открыто новое здание детского дома.
Впоследствии, в годы Советской власти через д. Малое Заложное была построена автомобильная дорога, связывающую райцентр Варгаши и населённые пункты Варгашинского района, расположенные на севере района. Это способствовало сселению деревни Малое Заложное.
Решением Курганского облисполкома от 23 марта 1964 года № 106 д. Большое Заложное, д. Малое Заложное и д. Россия-Заложное объединены в д. Заложное.

## Церковь

Михаило-Архангельская церковь.

В 1863 году по указу Тобольской Духовной Консистории в деревне Большой Заложной заложена деревянная на каменном фундаменте с такой же колокольней однопрестольная церковь во имя Святого Архистратига Божия Михаила. Окончательно построена в 1866 году на средства прихожан.
В 1868 году открыт самостоятельный Заложинский приход, выделившийся из Марайского, и состоявший кроме села из деревень: Заложная (Россия-Заложная), Малая Заложная, Обменова и Рямова.
Храм в с. Заложинском закрыт в 1938 году, здание использовалось под клуб колхоза. Впоследствии оно разобрано.

## Население
| 1763  | 1782  | 1795  | 1816 | 1850 | 1858  | 1868  |
| ----- | ----- | ----- | ---- | ---- | ----- | ----- |
| 188   | ↗513  | ↗667  | ↗787 | ↗989 | ↗1432 | ↘1404 |
| 1893  | 1912  | 1926  | 1989 | 2002 | 2006  | 2010  |
| ↗1644 | ↗2067 | ↗2076 | ↘185 | ↘136 | ↗138  | ↘121  |

| Численность населения, чел.                          | Численность населения, чел. | Численность населения, чел. | Численность населения, чел. | Численность населения, чел. | Численность населения, чел. |
| Населенный пункт                                     | 1858                        | 1868                        | 1893                        | 1912                        | 1926                        |
| ---------------------------------------------------- | --------------------------- | --------------------------- | --------------------------- | --------------------------- | --------------------------- |
| с. Больше-Заложинское                                | 1020                        | 648                         | 754                         | 908                         | 911                         |
| д. Мало-Заложная (-ое)                               | 1020                        | 348                         | 349                         | 430                         | 393                         |
| д. России-Заложная (-ое) (в 1868 — выс. Заложинский) | 412                         | 408                         | 541                         | 729                         | 772                         |

Национальный состав
- По переписи населения 2002 года проживало 136 человек, из них русские — 97 %.
- По данным переписи 1926 года в Заложинском сельсовете проживало 2076 человек, все русские.

## Инфраструктура
- В д. Заложное располагается клуб.
- Ранее существовали начальная школа и детский дом.
- Был магазин, который закрыт из-за аварийного состояния здания.
- В центре д. Заложное расположен четырёхгранный трехъярусный обелиск, увенчанный пятиконечной звездой, на кирпичном основании. На гранях памятника установлены доски с фамилиями заложинцев, погибших на фронтах Великой Отечественной войны[12].
- Кладбище деревни Заложное площадью 2,0 га расположено в границах деревни, в северной части, в 275 метрах от жилой застройки.

## Экономика
- ООО «Рассвет» (выращивание зерновых, технических и других сельскохозяйственных культур).
- Электроснабжение осуществляется от электроподстанции «Мостовская».
- Озеро Большое Заложное сдано в аренду, предлагается организация базы отдыха на южном берегу, на юго-западе от д. Заложное.

## Автомобильные дороги
- Автомобильная дорога 37 Н-0302 Варгаши — Мостовское — Крутихинское, IV техническая категория, покрытие асфальтовое, связывающая д. Заложное с административным центром и автомобильной дорогой федерального значения Р-254 «Иртыш».
- 37 Н-0305 Подъезд к д. Заложное от дороги 37 ОП МЗ 37 Н-0302 протяженностью 0,5 км, покрытие грунтовое.

## Уличная сеть
- В д. Заложное 4 улицы: Береговая, Зелёная, Малая, Центральная.
- Общая протяженность улиц и дорог составляет 8,09 км.

## Известные жители и уроженцы
- Андреева, Любовь Харитоновна (род. 1942), член Союза писателей
- Гилёв, Анатолий Васильевич (род. 1931), член Союза художников.
- Гилёв, Виктор Константинович (1942—1995), член Союза писателей.
- Горбунов, Анатолий Прокопьевич (1924—?), сталевар, Герой Социалистического Труда (1958).